# Diméthylfurane
Pour les articles homonymes, voir DMF.
Le diméthylfurane (ou DMF) est un composé chimique hétérocyclique. Il s'agit d'une molécule dérivée du furane, avec des substitutions méthyles en positions 2 et 5. 
Il a été récemment proposé comme pouvant être un agrocarburant du troisième type mis au point par quatre chercheurs américains de l’Université du Wisconsin. Il est en effet possible de convertir le fructose trouvé en abondance dans les végétaux en cette molécule. Il possède une odeur de caramel et est utilisé dans les arômes alimentaires. Il peut aussi être obtenu à partir de cellulose.

## Avantages
Selon le quotidien 20 minutes, ce nouveau biocarburant potentiel a « une efficacité énergétique supérieure de 40 % à celle du bioéthanol ».
Il est par ailleurs insoluble dans l'eau.